# .al
.al е интернет домейн от първо ниво за Албания. Администрира се от AKEP. Представен е през 1992 г.

## Домейни от второ ниво
- uniti.al
- tirana.al
- soros.al
- upt.al

## Домейни от трето ниво
- .gov.al
- .edu.al
- .org.al
- .com.al
- .net.al